# Барджора
Барджо́ра — небольшой город в Индии, в штате Западная Бенгалия. Входит в состав округа Банкура. Население — 11 512 чел. (по переписи 2001 года).

## География и климат
Город располагается на востоке страны, недалеко от границы с Бангладеш, на берегу реки Дамодар. Высота над уровнем моря — 75 м.
| Показатель                                                       | Янв. | Фев. | Март | Апр. | Май | Июнь | Июль | Авг. | Сен. | Окт. | Нояб. | Дек. | Год  |
| ---------------------------------------------------------------- | ---- | ---- | ---- | ---- | --- | ---- | ---- | ---- | ---- | ---- | ----- | ---- | ---- |
| Средний суточный максимум, °C                                    | 26   | 29   | 34   | 37   | 38  | 36   | 32   | 32   | 32   | 31   | 29    | 26   | 31,8 |
| Средний суточный минимум, °C                                     | 11   | 14   | 19   | 23   | 26  | 26   | 26   | 26   | 25   | 22   | 16    | 12   | 20,5 |
| Источник: http://www.sunmap.eu/weather/asia/india/bengal/barjora |      |      |      |      |     |      |      |      |      |      |       |      |      |

## Экономика и транспорт
В Барджоре расположены предприятия по производству упаковочных материалов, синтетических тканей, пластмассы, стали; а также целлюлозы, муки и др. продуктов промышленности и сельского хозяйства. 
Через город проходит автомобильная трасса State Highway 9, соединяющая Дургапур с Банкурой.